# Aeschynanthus batakiorum
Aeschynanthus batakiorum là một loài thực vật có hoa trong họ Tai voi. Loài này được Mendum & Madulid mô tả khoa học đầu tiên năm 1999.